# Manny Quezada
Manny Quezada (Nova York, Estats Units, 13 d'abril de 1984) és un jugador professional de bàsquet estatunidenc amb passaport de la República Dominicana que juga en la posició d'escorta.

## Clubs
- Temporada 2004-05: Rutgers,  Estats Units (NCAA)
- Temporada 2005-06: Universitat de San Francisco,  Estats Units (NCAA) No juga per canvi d'universitat
- Temporada 2006-07: Universitat de San Francisco,  Estats Units (NCAA)
- Temporada 2007-08: Universitat de San Francisco,  Estats Units (NCAA)
- Temporada 2008-09: Universitat de San Francisco,  Estats Units (NCAA)
- 2010. Cupes de los Pepines,  República Dominicana (SRT)
- 2010. Sameji  República Dominicana (SRT)
- 2010. Tiburones de Puerto Plata  República Dominicana (LNB)
- Temporada 2010-11: Club Baloncesto León (LEB Or)
- Temporada 2011-12: Club Baloncesto León (LEB Oro)
- Temporada 2012-2013: Club Joventut de Badalona (ACB)

### Distincions Individuals
- 2012-13. FIATC Joventut. Lliga ACB. Jugador de la Jornada 1